# Frédéric Courtois
Frédéric Courtois (1860 – 1928) è stato un missionario, ornitologo e botanico francese.

## Biografia
Frédéric Courtois fu un missionario in Cina dal 1901 fino alla sua morte. Diresse il Musée Heude in Xujiahui. Courtois era soprattutto interessato all'ornitologia e la botanica. Dal 1906 al 1928, organizzò delle spedizioni nelle province di Kiangsu e nelle montagne del Anhui e Huangshan. Su queste spedizioni, riuscì a collezionare 40.000 esemplari. La sua collezione di piante fu pubblicata nel 1933 dal suo successore, il Dr. Henry Belval.
Nel 1923 Auguste Ménégaux chiamò il nome scientifico Garrulax courtoisi in suo onore.

## Opere
- 1912. Catalogue des oiseaux du Musée de Zi-Kia-Wei (Xujiahui) Mém. Hist. Nat. Emp. Chinois, 5 (3) : 1-98.
- 1927. Les oiseaux du musée de Zi-Kia-Wei  Mém . Hist. Nat. Chine, 5 (3), 5e fasc.:123-159.